# Odisha

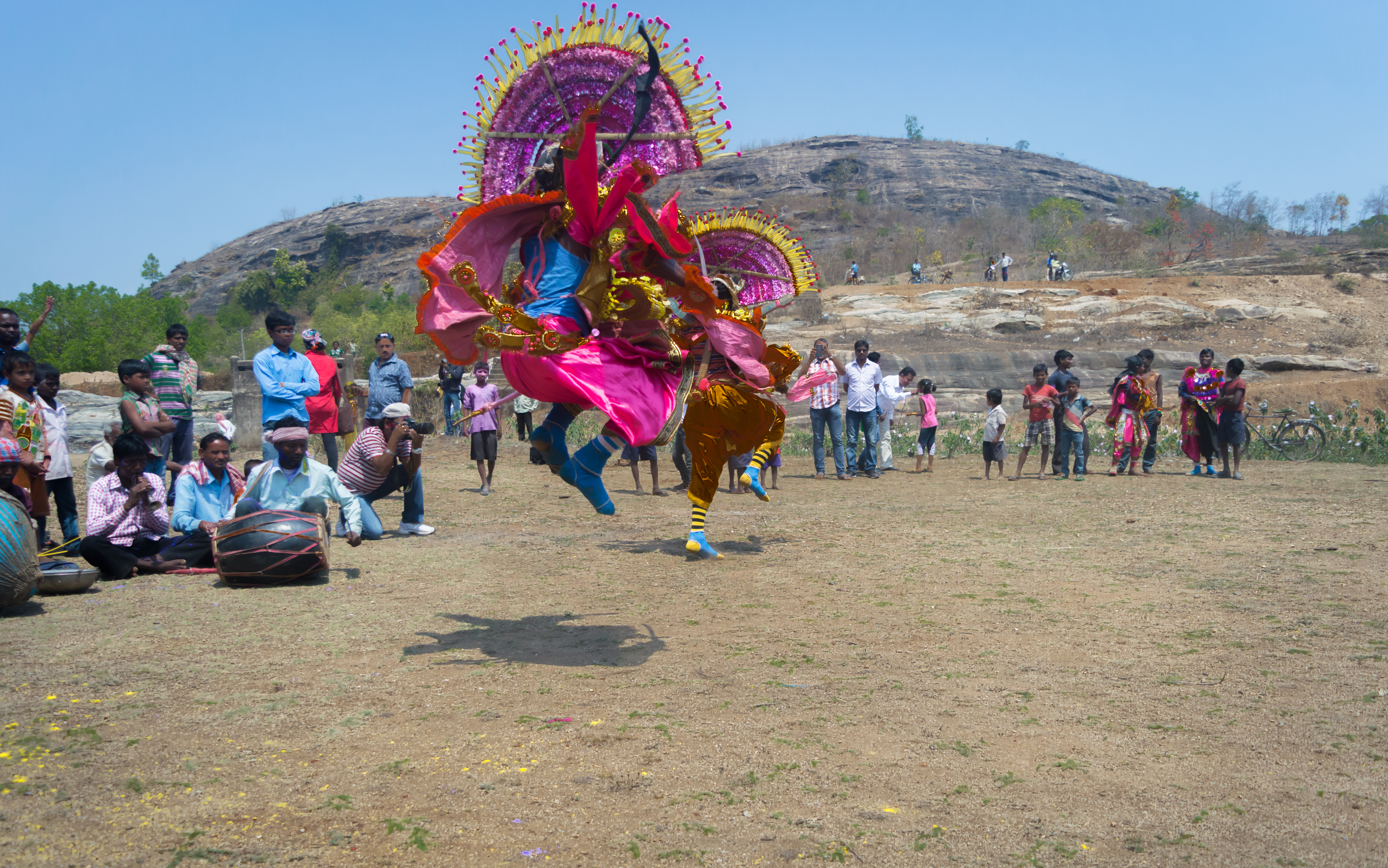
Danza Chhau típica de Odisha.

Odisha (en oriya: ଓଡ଼ିଶା), anteriormente llamado Orissa,es un Estado de la República de la India. Su capital es la ciudad de Bhubaneshwar.
Está ubicado al este del país, limitando al norte con Jharkhand, al noreste con Bengala Occidental, al este con el golfo de Bengala, al sur con Andhra Pradesh y Telangana, y al oeste con Chhattisgarh. Con 135,191 km² es el noveno estado más extenso — por detrás de Rajastán, Madhya Pradesh, Maharastra, Uttar Pradesh, Jammu y Cachemira, Guyarat, Karnataka y Andhra Pradesh. 
Es el nombre moderno de la antigua nación de Kalinga, que fue invadida por Aśoka en 261 a. C. El estado moderno de Odisha se estableció el 1 de abril de 1936 en el palacio de Kanika, Cuttack, como una provincia de la India.
Odisha es el noveno estado más grande por superficie de la India y el undécimo por población. El oriya es el idioma oficial y lo habla un 93,33% de la población. Odisha padece intensos monzones. La época más intensa ocurrió en octubre de 1999, que causó graves daños y unos 10 000 muertos.

## Geografía
La capital, Bhubaneshwar, es conocida por sus numerosos templos, por lo que se la conoce como la "Ciudad de los templos". La ciudad de Puri, considerada sagrada por los hinduistas, está situada cerca de la costa de la bahía de Bengala.
La cordillera de los Gaths Orientales ocupa el oeste y el norte del estado, mientras que la zona de la costa está compuesta de tierras fértiles. El estado lo atraviesa el río Mahanadi que desemboca en la bahía de Bengala. En estas tierras se cultiva de forma intensiva el arroz.
El lago Chilka es el mayor lago costero de toda la India. En este lago se encuentra una importante reserva de aves, compuesta por más de 150 especies, tanto migratorias como residentes. El lago está considerado una reserva nacional.

## Reseña histórica

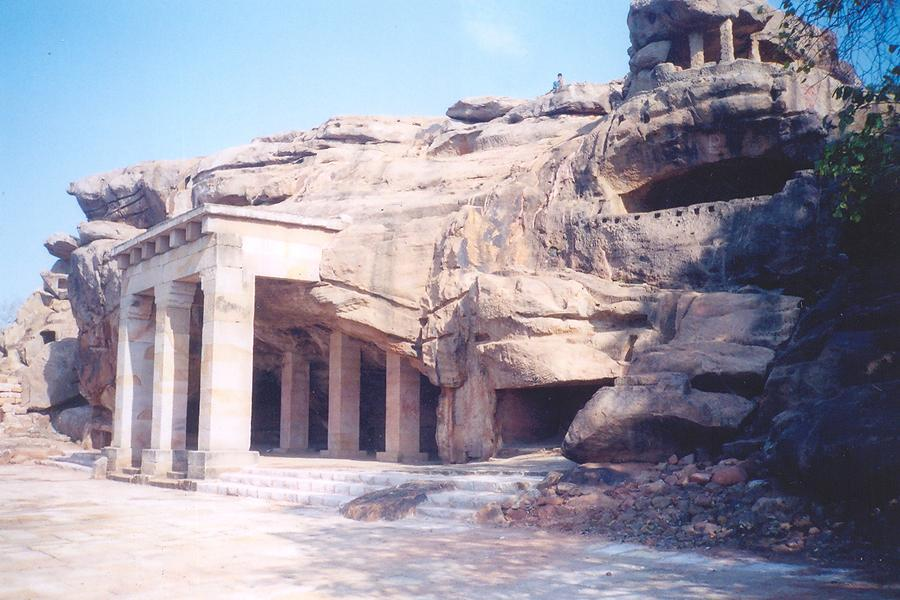
Hathigumpha en las colinas de Udayagiri, Bhubaneswar.

Antiguamente este territorio era conocido con el nombre de Kalinga y es mencionado en los antiguos textos y poemas indios, durante su conquista por parte de las dinastías del norte (Aśoka) por la especial crueldad de esta guerra.
La dinastía que ha dado fama mundial al territorio es la de los Ganga orientales, que reinó entre 1076 y 1438 construyendo los famosos templos de Bhubaneshwar, Puri y Konarak.
Tras una larga resistencia a los musulmanes, Odisha fue invadida por los afganos (1568) y entró a formar parte del Imperio mogol. Después de la caída de los mogoles, la región quedó dividida entre los nababs de Bengala y los marathas.
En 1803 fue conquistada por los británicos. La zona de la costa, que pertenecía a las regiones de Odisha y de Bihar, terminó convirtiéndose en 1936 en la nueva provincia de Odisha. Entre 1948 y 1949 la población de la zona se dobló gracias a la inclusión en la provincia de 24 antiguos estados principescos. En 1950 Orissa se convirtió en un estado de la India.
En el verano de 2008 estallaron revueltas graves contra los cristianos de Orissa, llegando a haber varios muertos —fuentes cristianas citan 500- y obligando a los fieles de esta religión a establecerse en campamentos de refugiados.

## Monumentos y lugares de interés
Bhubaneshwar tuvo más de 1000 templos hinduistas de los que conservan unos 300. Puri se destaca por el templo de Jagannath construido por Anantavaram en el siglo XII con una torre de 65 metros de alto llamada por los marinos la pagoda blanca.
El templo vishnuista Ananta Vasudeva Mandir (en Bhuvaneshwara), inaugurado en 1278.
Konark o el templo del dios del Sol (Suria) es uno de los conjuntos arquitectónicos más notables de la India. Está considerado como Patrimonio de la Humanidad por la Unesco, contiene cientos de esculturas de dioses, animales, bailarines, músicos etc. Cuando el rey Narasinja lo construyó en el siglo XII, poseía una torre de 70 metros que, con el tiempo y debido a su enorme peso, terminó derrumbándose.